# مدال زبابي درياد
مدال زبابي درياد أو مدال زبابي شجري (الاسم العلمي: Microgale dryas)، نوع من الثدييات المنتمية إلى فصيلة المداليات. موطنه مدغشقر. موائله الطبيعية هي غابات الأراضي الرطبة شبه الاستوائية أو الاستوائية. وهو عرضة للانقراض بسبب فقدان الموائله.